# GSC4636-1054
GSC4636-1054 — хімічно пекулярна зоря спектрального класу A3, що має видиму зоряну величину в смузі V приблизно  8,4.

## Пекулярний хімічний склад
Зоряна атмосфера GSC4636-1054 має підвищений вміст 
Sr
.